# 狭叶谷精草
狭叶谷精草（学名：Eriocaulon angustulum）为谷精草科谷精草属下的一个种。

## 扩展阅读
- 維基物種上的相關：狭叶谷精草